# 里沃里
里沃里（法語：Rivery，法語發音：[ʁivʁi]）是法国上法兰西大区索姆省的一个市镇，位于该省中部，属于亚眠区，西、南两面均与亚眠接壤。

## 地理
里沃里（49°54'9"N, 2°19'37"E）面积6.37 平方千米，位于法国上法蘭西大區索姆省，该省份为法国北部沿海省份，北起加来海峡省和北部省，西接滨海塞纳省和大西洋英吉利海峡，南至瓦兹省，东临埃纳省。
与里沃里接壤的市镇（或旧市镇、城区）包括：阿隆维尔、亚眠、卡蒙。

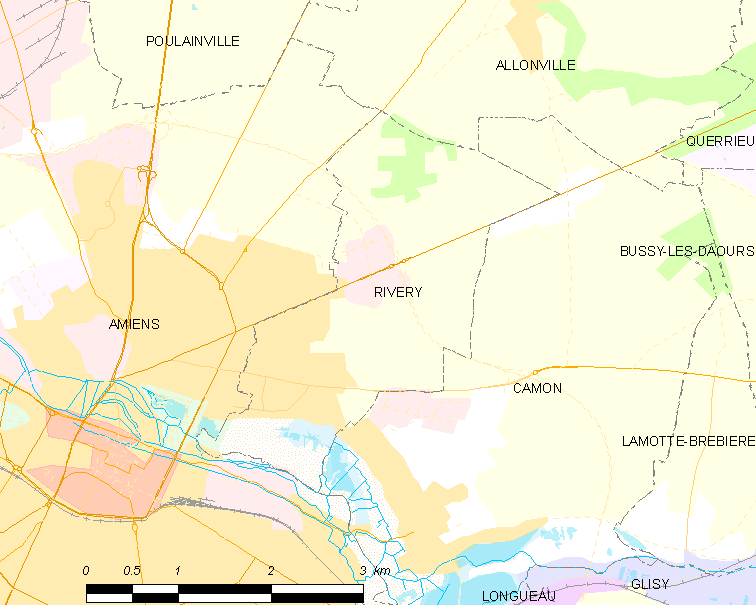
里沃里的OSM定位图

里沃里的时区为UTC+01:00、UTC+02:00（夏令时）。

## 行政
里沃里的邮政编码为80136，INSEE市镇编码为80674。

## 政治
里沃里所属的省级选区为亚眠第三县。

## 人口

1962-2008年间里沃里人口变化图示

里沃里于2022年1月1日时的人口数量为3609人。